# Piteå-Tidningen
Piteå-Tidningen eller PT är en lokal dagstidning i Piteå med omnejd grundad 1915. 
Piteå-Tidningen AB ägdes tidigare av arbetarrörelsen i Pite älvdal, lokala fackföreningar och enskilda personer. Tidningen har en oberoende socialdemokratisk ledarsida. 
I december 2019 såldes Piteå-Tidningen och bildade tillsammans med Norrbottens Media (Norrländska Socialdemokraten och Norrbottens-Kuriren) och Norran det nya mediebolaget Norr Media AB. Norr Medias majoritetsägare är Norrköpings Tidningars Media AB (NTM), en av Sveriges största mediekoncerner för lokalpress. I samband med samgåendet flyttades Piteå-Tidningens administrativa funktioner till central koncernnivå. 
Numera ägs PT av NTM, en stiftelseägd koncern med främsta syfte att bedriva publicistisk verksamhet.
Centralredaktionen finns i Piteå och en lokalredaktion i Älvsbyn. PT bevakar även kommunerna Arvidsjaur och Arjeplog.
Tidningen trycks i 11 800 exemplar (TS 2023). För synskadade kommer tidningen även som taltidning. Den är den största tidningen i Pite älvdal.
Chefredaktör och ansvarig utgivare är Mari Gustafsson.